# Kenya
Il Kenya (in italiano anche Kenia o Chenia; AFI: /ˈkɛnja/), ufficialmente Repubblica del Kenya (in swahili Jamuhuri ya Kenya; in inglese Republic of Kenya), è uno Stato dell'Africa orientale, confinante a nord con Etiopia e Sudan del Sud, a sud con la Tanzania, a ovest con l'Uganda, a nord-est con la Somalia e bagnato a est dall'oceano Indiano. Nairobi ne è la capitale e la città più grande.

## Geografia

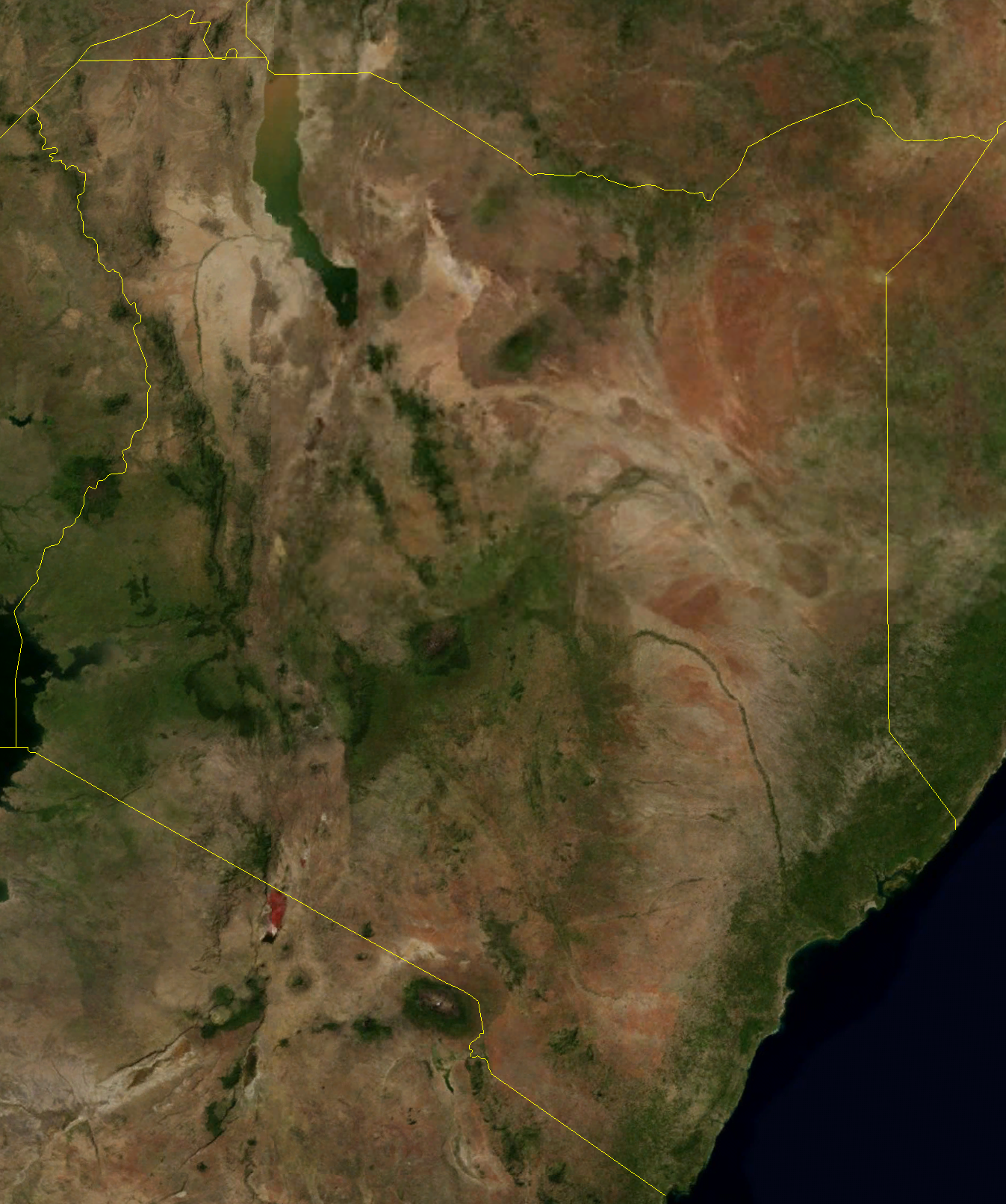
Il Kenya dal satellite

### Morfologia
Dalla costa bassa e sabbiosa dell'oceano Indiano il territorio del Kenya procede verso l'interno. La sua geografia è alquanto complessa. È situato nell'Africa Orientale ed è attraversato dall'equatore. Pur essendo un paese equatoriale e tropicale, presenta climi molto vari. Nel nord si trovano aree desertiche e nel centro sud altopiani con boschi e savane.
La nazione è attraversata da lunghe catene di montagne. L'elemento morfologico che più caratterizza il Kenya è la Rift Valley, che lo taglia da nord a sud. Le acque interne sono rappresentate da laghi di acqua dolce e salata e da numerosi soffioni boraciferi e geyser. Pochi invece i fiumi, di cui solo due hanno una portata e una lunghezza degne di nota (il Tana e il Galana).
Alla fascia costiera, lunga oltre 400 km, succede una regione di altopiani aridi e stepposi; quello centrale, che si eleva a quote comprese tra i 1 500 e i 3 000 metri, è diviso dalla frattura della Rift Valley che forma il bacino del lago Turkana (o Rodolfo). Ai lati della Rift Valley si innalzano imponenti massicci vulcanici, il maggiore dei quali è il monte Kenya (5199 m), uno dei più alti dell'Africa, e il Kilimangiaro (5895 m) oltre il confine con la Tanzania. L'altopiano digrada a ovest, in prossimità del lago Vittoria, e a nord, dove il territorio è occupato da un ampio tavolato desertico.

### Idrografia
I fiumi del Kenya non sono imponenti; i due principali, il Tana e il Galana, si gettano nell'oceano Indiano e hanno un regime che varia molto nel corso dell'anno, a seconda della frequenza delle precipitazioni. Il lago più vasto è il Turkana, dato che solo una piccola porzione del lago Vittoria appartiene al territorio del Kenya; il lago Turkana ha acque salmastre e vi affiorano numerose isole.

### Clima
Il clima, molto caldo e umido nelle regioni costiere, diventa più mite e asciutto all'interno, in rapporto all'altitudine. Le piogge sono concentrate in due periodi dell'anno: da marzo a maggio le grandi piogge, da ottobre a dicembre piogge intense ma brevi. L'ambiente dominante è quello della savana, tutelato da numerosi parchi naturali che coprono circa il 10% del territorio nazionale. Sulle pendici delle montagne e lungo il corso dei fiumi si trovano tracce dell'originaria foresta pluviale; a nord, nelle zone meno piovose, la savana sfuma nel deserto. La savana è l'habitat di grandi mandrie di erbivori (antilopi, gazzelle, giraffe, bufali, zebre, elefanti) e dei loro predatori (leoni, leopardi e ghepardi). Nelle acque dei laghi e dei fiumi vivono ippopotami e coccodrilli.

### Fauna
Il Kenya ha lanciato il primo censimento della fauna selvatica nel 2021. Decenni di bracconaggio, l'espansione dell'habitat umano e il riscaldamento globale hanno colpito duramente la popolazione animale. Per esempio, secondo l'Unione Internazionale per la Conservazione della Natura (IUCN), il numero degli elefanti africani è diminuito di più del 60% dagli anni 70.
Mentre l'area sotto foresta sta diminuendo leggermente, l'area della foresta primaria in 15 anni è stata più che dimezzata: tra il 1990 e il 2005 è passata da 766 000 a 322 000 ha.

## Storia
Numerose città costiere del Kenya furono fondate dagli arabi che a partire dal XII secolo d.C. intrattennero intensi rapporti commerciali con i gruppi indigeni. Dall'incontro tra i due popoli nacque la cultura swahili, contraddistinta da due elementi di unificazione: la lingua kiswahili e la religione islamica.
Gli agricoltori kĩkũyũ, etnia del gruppo bantu, divennero subito il gruppo più potente e numeroso del territorio; la loro supremazia non fu mai messa in discussione dai masai come vorrebbe la tradizione popolare. I masai sono un popolo nilota che arrivò nell'odierno Kenya nel XVII secolo per occupare il territorio attuale verso il 1750. Questa data è ottenuta contando a ritroso i gruppi di iniziazione, i cui nomi sono ricordati oralmente senza eccezioni da tutti i clan masai. Furono i kamba, popolazione agricola interposta tra la costa e il centro del paese, ad utilizzare storie sulla presunta ferocia dei masai per evitare che troppe carovane di mercanti raggiungessero l'interno, togliendo loro il ruolo di mediatori nei commerci tra la costa e le regioni interne.
In quel periodo i portoghesi occuparono alcune località della costa, ma in seguito furono soppiantati dai sultani omaniti di Zanzibar. La presenza degli europei si intensificò alla fine del XIX secolo, quando il Kenya divenne una colonia britannica. I bianchi scacciarono gli indigeni dai fertili altopiani interni, avviando l'agricoltura di piantagione. I kĩkũyũ furono impiegati nelle fattorie disseminate sul territorio e diedero un importante contributo alla crescita economica del paese. I kamba vennero spinti ad arruolarsi e dar vita al nascente esercito. I luya erano solitamente impiegati in lavori domestici e artigianato. Dando ad ogni etnia un ruolo diverso, i coloni inglesi applicarono la legge del divide et impera usata in tutti i paesi africani sotto il loro dominio. Questa divisione è visibile ancor oggi nella società keniota.
Nel secondo dopoguerra i kĩkũyũ lottarono aspramente per conquistare l'indipendenza (molti di loro parteciparono alla celebre rivolta dei Mau-Mau). L'indipendenza fu ottenuta il 12 dicembre 1963 e le elezioni di quell'anno portarono Jomo Kenyatta, uno dei leader indipendentisti, alla presidenza del paese. Kenyatta promosse una politica moderata e filoccidentale, realizzando importanti riforme economiche e politiche che permisero la modernizzazione e l'industrializzazione del paese; inoltre rimase in buoni rapporti con la Gran Bretagna e con le nazioni confinanti.
Nel 1978, alla morte di Kenyatta, fu eletto presidente Daniel Toroitich arap Moi che proseguì la politica del suo predecessore; nel 1982, approfittando di un fallito golpe militare, Moi riuscì a consolidare il proprio potere, perseguitando come traditori i suoi oppositori politici e introducendo nel paese il monopartitismo.
Con la fine della guerra fredda, il mondo occidentale cominciò a condannare i metodi dispotici e polizieschi del governo di Moi, che, messo alle strette dalla minaccia di sospendere gli aiuti economici, reintrodusse il multipartitismo. Tuttavia, a causa della disorganizzazione delle forze d'opposizione, che non riuscirono a trovare un accordo sul proprio candidato, Moi fu confermato alla presidenza sia nelle elezioni generali del 1992 sia in quelle del 1997.
Alle elezioni generali del 2002 Moi non si candidò perché proibito dalla Costituzione, il che significò la fine del regime dopo 24 anni di dominio. Il nuovo presidente fu Mwai Kibaki, destinato a risollevare le sorti del Kenya.
Le elezioni generali del 2007, però, furono segnate da un'esplosione di violenza etnica che proseguì anche dopo la proclamazione di stretta misura della vittoria del partito del presidente uscente; solo grazie alla mediazione di Kofi Annan si giunse ad un armistizio tra le fazioni, con l'intesa che il presidente Kibaki ed il suo principale rivale Odinga governassero insieme: quest'ultimo è stato quindi nominato primo ministro, carica neoistituita e poi abolita.
Le successive elezioni generali del 2013 sono state vinte da Uhuru Kenyatta, figlio di Jomo Kenyatta. Il 2 aprile 2015 è avvenuta la strage di Garissa, per mano del gruppo islamista di Al-Shabaab.
Nelle elezioni dell'8 agosto 2017 Uhuru Kenyatta ha sconfitto nuovamente Odinga suscitando proteste dell'opposizione che denunciava brogli. Il 1º settembre la Corte Suprema, riscontrando irregolarità nel voto, ha ordinato una nuova consultazione da tenersi entro 60 giorni. Le elezioni si sono svolte il 26 ottobre 2017 e sono risultate vinte da Kenyatta con il 98% dei voti.

## Popolazione

### Demografia

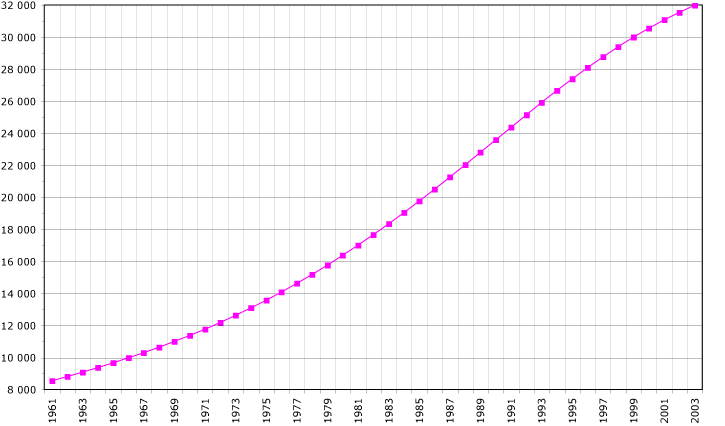
Crescita demografica del Kenya dal 1961 al 2003.

La popolazione del Kenya (53.771.296 nel 2020 e più di 54 milioni attualmente) continua a crescere a ritmi sostenuti: nel giro di vent'anni è pressoché raddoppiata. È molto alta la percentuale dei giovani con meno di quindici anni. La densità demografica è elevata nella regione interna degli altopiani, mentre la fascia costiera è poco abitata, eccetto la zona di Mombasa.
Nel 2020 il tasso di urbanizzazione è pari al 28%. La popolazione urbana si concentra soprattutto a Nairobi, la capitale, e Mombasa, città araba sulla costa. A Nairobi dal 1978 è attiva la "Undugu Society" (solidarietà in kiswahili), un'importante organizzazione non governativa che ha lo scopo di affrontare la difficile situazione di emarginazione dei bambini di strada. Con lo slogan "Non dategli denaro, dategli un'educazione", la "Undugu Society" cerca di togliere dalla strada centinaia di "parking boys". L'attività di Undugu è iniziata nelle tre maggiori baraccopoli di Nairobi attraverso gruppi di educatori di strada, lo sviluppo di servizi sociali, la costruzione di alloggi economici, la promozione di piccole attività ricreative e non solo. L'attività commerciale di "Undugu Society" (vendita di prodotti artigianali in pietra saponaria, sculture in legno, collane, orecchini, tramite negozi propri o attraverso le organizzazioni di commercio equo e solidale) è finalizzata a creare le risorse necessarie per dare supporto a tali programmi di sostegno. Per i bambini di strada di Nairobi la "Undugu Society" è fondamentale.

### Etnie
La popolazione è suddivisa in più di settanta etnie, appartenenti a quattro famiglie linguistiche: i bantu, i nilotici, i paranilotici e i cusciti. Un tempo il paese era abitato da gruppi stanziati lungo la costa e, nelle regioni interne, dai masai, che oggi vivono soprattutto nelle regioni meridionali. Secondo il censimento del 2019 l'etnia più numerosa è il gruppo bantu dei kikuyu (17% della popolazione); altri gruppi relativamente numerosi sono i luhya (14%), i kamba (10%), tutti di lingua bantu, i luo (11%), di lingua nilotica, e i kalenjin (13%), paranilotici. Nel paese vivono inoltre esigue minoranze di asiatici, europei e arabi.

### Religione
L'appartenenza religiosa è composta così: protestanti 53,8%, cattolici 20,6%, chiese indipendenti africane 7%, ortodossi 1%, altri cristiani 3,1%, musulmani 10,9%, religioni tradizionali 1,5%, nessuna religione 1,6%. Sono presenti induismo, animismo, sikhismo, giainismo e il credo di bahá'í. Il Kenya ha il più grande gruppo di quaccheri presente in una singola nazione.

### Ripartizione linguistica
Le lingue ufficiali del Kenya sono l'inglese e il swahili. Tutti gli atti dell'Assemblea Nazionale possono essere scritti in una o entrambe queste lingue.
I diversi gruppi etnici del Kenya in genere parlano le loro lingue madri all'interno delle proprie comunità. In totale in Kenya si parlano 68 lingue. Le due lingue ufficiali sono utilizzate per la comunicazione tra le diverse popolazioni. L'inglese è maggiormente diffuso negli scambi commerciali, nel mondo della scuola e a livello istituzionale. Gli abitanti delle periferie urbane e delle zone rurali sono meno multilingue: molti parlano solo la propria lingua natale.
L'inglese britannico è la variante più diffusa, anche se si è sviluppata una versione di inglese kenyota che ha caratteristiche uniche derivate dalle lingue locali bantu (in primis swahili e gikuyu).
A Nairobi è nato lo sheng, diffusosi poi nelle principali città. Si tratta di un patois composto da una miscela di kiswahili, inglese e bantu.
Nel 2009 la pubblicazione Ethnologue classifica la lingue di origine africana parlate in Kenya in due famiglie linguistiche e ne riporta le principali comunità di madrelingua come segue:
- Lingue niger-kordofaniane
  - bantu
    - kikuyu 8 milioni
    - kamba 3,9 milioni
    - ekegusii 2,12 milioni
    - meru 1,74 milioni
    - kigiryama 0,62 milioni
    - kiembu 0,43 milioni
    - luhya
    - pokomo
- Lingue nilo-sahariane
  - Lingue nilotiche
    - puo 4,27 milioni
    - nandi 1,6 milioni
    - masai 0,59 milioni
    - turkana 0,45 milioni

## Ordinamento dello Stato

### Suddivisione amministrativa
Prima della riforma costituzionale del 2010, l'organizzazione territoriale aveva una struttura a 5 livelli. La suddivisione di primo livello contemplava 8 province (province in inglese), a loro volta suddivise in 71 distretti (district in inglese, wilaya in swahili), suddivisi in 262 divisioni (division in inglese, tarafa in swahili), le quali divisioni si dividevano in 2 427 località (location in inglese, kata in swahili) suddivise ulteriormente in 6 612 sottolocalità (sublocation in inglese, kata ndogo in swahili).
La riforma costituzionale, approvata nel 2010, al capitolo 11 (Devolved Government) ha invece introdotto come unità amministrativa di primo livello la contea (inglese county, plurale counties). La riforma ha avuto pieno effetto con il County Governments Act nº 17 del 2012 e le successive elezioni generali del 2013; le 47 contee sono venute a coincidere, dal punto di vista territoriale, con le subcontee. Ulteriori suddivisioni sono infine le aree urbane, i ward, i villaggi e le altre unità territoriali eventualmente disposte dal governo della contea.

### Costituzione
La Costituzione del Kenya vigente è stata promulgata il 27 agosto 2010 e sostituisce la precedente costituzione del 1969.

### Province

Province del Kenya
| width="100%" border="0" cellspacing="0" cellpadding="0"
|
1. Centrale
2. Costiera
3. Orientale
4. Nairobi
|
5. Nordorientale
6. Nyanza
7. Rift Valley
8. Occidentale

Le province, ancora usate come riferimento geografico, hanno perso i propri poteri amministrativi a favore delle contee, che corrispondono ad accorpamenti degli ex distretti:
| Provincia     | Popolazione | Area (km²) | Capoluogo |
| ------------- | ----------- | ---------- | --------- |
| Centrale      | 3 724 159   | 13 191     | Nyeri     |
| Costiera      | 2 487 264   | 83 603     | Mombasa   |
| Orientale     | 4 631 779   | 159 891    | Embu      |
| Nairobi       | 3 138 369   | 10 567     | Nairobi   |
| Nordorientale | 962 143     | 126 902    | Garissa   |
| Nyanza        | 4 392 196   | 16 162     | Kisumu    |
| Rift Valley   | 6 987 036   | 173 854    | Nakuru    |
| Occidentale   | 3 358 776   | 8361       | Kakamega  |

## Politica
Il Kenya è una repubblica presidenziale. Il presidente è sia capo dello stato che capo del governo, in un sistema multipartitico. Il potere esecutivo è esercitato dal governo. Il potere legislativo è attribuito sia al governo, sia all’Assemblea Nazionale e al Senato. I giudici sono indipendenti dall’esecutivo e dal legislatore, ma soprattutto durante l’incarico dell’ex presidente Daniel arap Moi vi era la preoccupazione che l’esecutivo si occupasse sempre più degli affari del sistema giudiziario.
Il Kenya si colloca in basso nell’indice di percezione della corruzione di Transparency International (CPI), che tenta di valutare la presenza della corruzione del settore pubblico in diversi paesi. Nel 2012 la nazione era al 139º posto su 176, con un punteggio di 27/100. Tuttavia, vengono adottate misure significative per limitare la corruzione del governo keniano, ad esempio la creazione di una nuova e indipendente Commissione etica e anti-corruzione (EACC).
A seguito delle elezioni generali del 1997, la legge sulla revisione della Costituzione del Kenya (Katiba ya Kenya) del 27 agosto 2010 ha cercato di aprire la strada a profonde modifiche alla Costituzione keniana. Nel dicembre 2002 i keniani hanno tenuto elezioni democratiche e aperte, giudicate libere e giuste dagli osservatori internazionali. Le elezioni del 2002 hanno segnato un importante punto di svolta nell’evoluzione democratica del Kenya in quel potere trasferito pacificamente dall’Unione nazionale africana del Kenya (KANU), che aveva governato il paese dall’indipendenza alla coalizione nazionale dei Rainbow Coalition (NARC), una coalizione di partiti politici.

## Istruzione

### Università
L'Università di Nairobi è stata fondata nel 1956, ma sono presenti altre università.

## Economia
L'economia del Kenya, dopo un periodo di benessere (anche grazie alla colonizzazione dell'Inghilterra), cadde in una profonda crisi, che peggiorò durante gli ultimi anni della dittatura Moi.
Con l'avvento del nuovo millennio il Kenya è andato incontro a una crescita che oscilla tra il 5 e il 6% annuo. Diversa è però la distribuzione del reddito. Il benessere di pochi (2%), infatti, è pagato con la miseria di molti (circa il 50% della popolazione vive sotto il livello di povertà).
Attualmente l'economia si basa sulle esportazioni, soprattutto agricole, e sul turismo. Buona è la crescita dell'economia, che si concentra nella capitale Nairobi ma che si sta sviluppando anche in altre città.

### Agricoltura e allevamento
Durante il periodo coloniale le coltivazioni industriali destinate all'esportazione sostituirono le vecchie colture di sussistenza, impoverendo il suolo a causa di sfruttamento eccessivo. Le coltivazioni di mais, sorgo, miglio e patate non bastano al fabbisogno interno, e il Kenya cerca di evitare i rischi della monocoltura sfruttando i vari ambienti del suo territorio.
Le piantagioni dell'altopiano forniscono caffè, tè e piretro (una pianta utilizzata per produrre insetticidi e prodotti antiparassitari, di cui il Kenya è il maggiore esportatore mondiale con circa 8000 tonnellate l'anno). Sulla costa sono diffuse le piantagioni di palma da olio e da cocco. Viene praticato l'allevamento di ovini e caprini.

### Industrie
Le maggiori industrie si concentrano nella capitale Nairobi e sono di tipo agro-industriale. Attualmente si stanno diffondendo in altre città. Le industrie più sviluppate sono quella chimica, petrolchimica, metalmeccanica, del cemento e della trasformazione di prodotti agricoli. Le principali risorse minerarie sono la fluorite, l'oro, il sale e le pietre preziose.
Il paese ha anche fatto progressi nell'ambito dell'industrializzazione nell'ultimo decennio. Ad esempio, nel settore automobilistico, la Peugeot Motor Company ha aperto nel paese un impianto di assemblaggio. Aziende automobilistiche locali come la Mobius Motors sono attive nella produzione di veicoli adatti al terreno accidentato della maggior parte delle strade del Kenya.

## Trasporti
I trasporti kenioti sono abbastanza sviluppati in tutte le zone abitate, con mezzi di trasporto pubblici e privati. La metropolitana è assente, mentre i filobus sono inesistenti in tutta l'Africa. Discreta è la rete ferroviaria.

## Ambiente
In ambito ambientale per il Kenya si è affermata nel XXI secolo soprattutto la figura di Wangari Maathai, premio Nobel per la pace nel 2004, che si è occupata in particolare di sviluppo sostenibile.

## Cultura

### Produzione letteraria
Uno degli autori più noti non solo della letteratura keniota, ma di tutta la produzione letteraria africana del Novecento fu Ngugi wa Thiong'o, più volte proposto come candidato al premio Nobel per la letteratura, che scrisse le sue opere sia in inglese che in lingua gikuyu.

### Musica
Tra i cantanti che si sono distinti tra il XX e il XXI secolo ricordiamo Adam Solomon, anche chitarrista, che utilizza come genere soprattutto la musica africana; nel XXI secolo spicca Stella Mwangi. Tra i brani musicali noti in lingua swahili spicca Jambo Bwana del gruppo keniota Uyoga.

### Cinema
In ambito cinematografico il Kenya si è affermato con registe come Wanuri Kahiu e Hawa Essuman, il cui film Soul Boy (2010) ha ricevuto numerosi riconoscimenti internazionali.

### Patrimoni dell'umanità
In ambito culturale il Kenya ha alcuni siti iscritti nella Lista dei patrimoni dell'umanità dell'UNESCO.

### Gastronomia
La cucina keniota ha subito le influenze dei popoli con cui è venuta a contatto nel corso della storia.

### Scienza e tecnologia

#### Il Kenya nello spazio
- 2 aprile 2018: viene lanciato 1KUNS-PF,[23] il primo satellite keniota lanciato nello spazio.

## Ricorrenze nazionali
| Data        | Nome         | Significato                                                               |
| ----------- | ------------ | ------------------------------------------------------------------------- |
| 1º giugno   | Madaraka Day | Giorno dell'autonomia interna, nel 1963                                   |
| 12 dicembre | Jamhuri Day  | Indipendenza dal Regno Unito (1963) e istituzione della Repubblica (1964) |

## Sport

### Atletica leggera
Il primo oro olimpico fu conquistato dall'atleta Naftali Temu nei 10 000 metri maschili nel 1968.
David Rudisha detiene il record mondiale sugli 800 metri piani stabilito a Londra il 9 agosto 2012. Tra gli altri atleti ricordiamo il campione mondiale Emmanuel Korir e il primatista nella maratona Kelvin Kiptum.

### Pallavolo
La nazionale di pallavolo femminile del Kenya è attualmente la squadra pallavolistica più forte del continente africano: vanta infatti sette vittorie ai campionati continentali e diverse partecipazioni ai mondiali ed alle Olimpiadi.

### Ciclismo
In ambito ciclistico ricordiamo il pluri campione Chris Froome.

### Calcio
La nazionale di calcio del Kenya vanta cinque vittorie nella Coppa CECAFA ed ha come attuale capocannoniere Dennis Oliech, con 34 reti.

### Giochi olimpici
Il primo oro olimpico del Kenya fu conquistato nei 10 000 metri piani da Naftali Temu ai Giochi olimpici di Città del Messico 1968.
Il primo keniota a vincere una medaglia olimpica fu Wilson Kiprugut, medaglia di bronzo nell'atletica leggera a Tokyo 1964.